# Alexandra Szacka
 (mai 2014).
Alexandra Szacka, née à Varsovie, est une journaliste-correspondante à l'étranger, plus précisément en Europe, pour la chaîne Radio-Canada. 

## Biographie
Née en Pologne, Alexandra Szacka a immigré au Canada avec ses parents à l'âge de 16 ans. Elle a fait ses études à l'Université Laval, où elle fut diplômée en 1981 d'une maîtrise en anthropologie. Elle parle couramment cinq langues : le français, l'anglais, l'espagnol, le polonais et le russe.
Elle mène une carrière journalistique depuis plus de 25 ans, d'abord à Radio-Québec, puis à Radio-Canada.
Elle a été reporter pendant plusieurs années aux émissions Nord-Sud, Enjeux et Zone libre. Pour Nord-Sud, en 1989, elle couvre notamment le Printemps de Pékin. De 1998 à 2000, elle coordonne le bureau des réseaux français de Radio-Canada à New York. En 2006, elle est envoyée spéciale de Radio-Canada en Afghanistan. Elle est ensuite correspondante et chef de bureau bilingue anglais-français, de Radio-Canada/CBC, en Russie de 2007 à 2010. Elle y a notamment couvert la guerre en Géorgie et les élections en Iran. Elle a aussi brossé un portrait inédit du président de la Tchétchénie, Ramzan Kadyrov. De 2010 à 2014, à Paris, elle a été correspondante pour l’Europe, toujours pour la chaîne Radio-Canada. Depuis août 2014, elle est éditorialiste à RTL.
Elle est la sœur de la journaliste Agnès Gruda et l'écrivaine Joanna Gruda.

## Nominations
En 1989, Alexandra reçoit la mention de meilleur reportage étranger par la Communauté des télévisions francophones pour le reportage qu'elle a fait sur la dette extérieure du Mexique ainsi que le prix Judith-Jasmin pour ce même reportage.
En 2002, elle reçoit pour la seconde fois le Prix Judith-Jasmin diffusé à l'émission Enjeux sur les ondes de Radio-Canada.
Elle reçoit en 2004 le prix Gémeaux du meilleur texte pour le reportage « Chili, trente ans plus tard ».
En 2010, elle a obtenu le prix Grands Diplômés de l'Université Laval.
Elle a travaillé à l'Institut Québécois de recherche sur la culture. Elle est co-auteur du livre Juifs et réalités juives au Québec, éditions IQRC.

## Webosphère
Alexandra publie ses reportages écrits sur le site de Radio-Canada et écrit sur son blog de ce même site.

## Reportages 2012
- Le candidat Sarkozy
- Hongrie : la démocratie est-elle soluble dans la crise?

## Reportages 2011
- Tunisie : rencontres avec Moncef Marzouki et Hamadi Jebali
- La lourde tâche du nouveau gouvernement espagnol